# Guerrillové zahradnictví

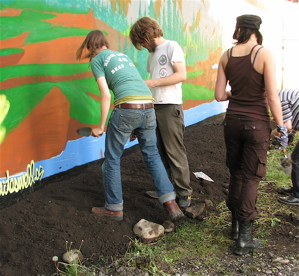
Partyzánští zahradníci sázejí zeleninu v centru Calgary

Guerrillové zahradnictví (z anglického guerrilla gardening, někdy též partyzánské zahradničení) je způsob neoficiálního zahradničení na cizím nebo opuštěném pozemku. Aktivisté převezmou (zasquatují) opuštěnou půdu, kterou nevlastní, k sázení rostlin a oživení veřejného prostoru. Může se jednat o jednorázovou akci nebo soustavnou péči o danou lokalitu, do akce se rovněž může zapojit jednotlivec nebo i skupina osob. Guerilloví zahradníci se často sdružují do komunit na internetu. 
Jedná se často o formu společenského protestu proti nevšímavosti vůči špíně, nepořádku a celkově zanedbaným či zchátralým místům na veřejně přístupných prostorách. Může však také jít o zkrášlovací akci v duchu taktického urbanismu. Motivace bývá různá, od nadšených zahradníků zkoušejících překročit hranice zákona, až po politicky motivované protesty. 

## Historie

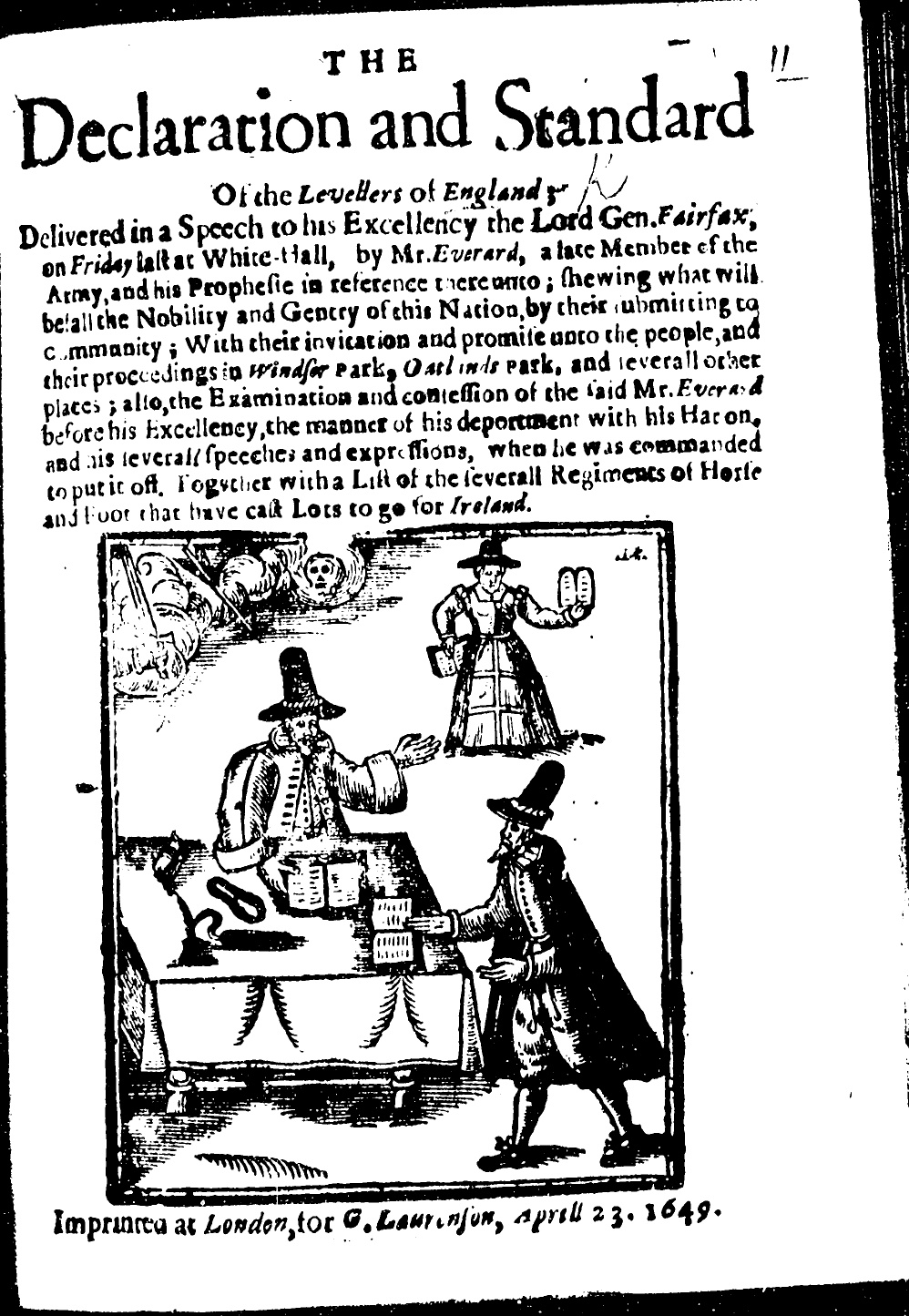
Deklarace anglických Diggers

Za formu guerillového zahradnictví se dají považovat již aktivity amerických otroků, kteří z Afriky údajně pašovali semena rostlin zapletená do vlasů, aby je pak na americkém kontinentu tajně pěstovali, aby získali alespoň jistou míru nezávislosti. V Angllii se v roce 1649 proslavila skupina asi 20 radikálních protestantů přezdívaná The Diggers, která na šlechtické půdě načerno vysázela zeleninu jako formu protestu proti vysokým cenám potravin a vyzývala k zpřístupnění půdy k obdělávání. Jejich počet se za léto zdvojnásobil a nakonec byli rozehnáni. Za guerillového zahradníka je někdy považován i americký misionář Johnny "Appleseed" Chapman, který se proslavil v 19. století zakládáním školek jabloní napříč Spojenými státy.

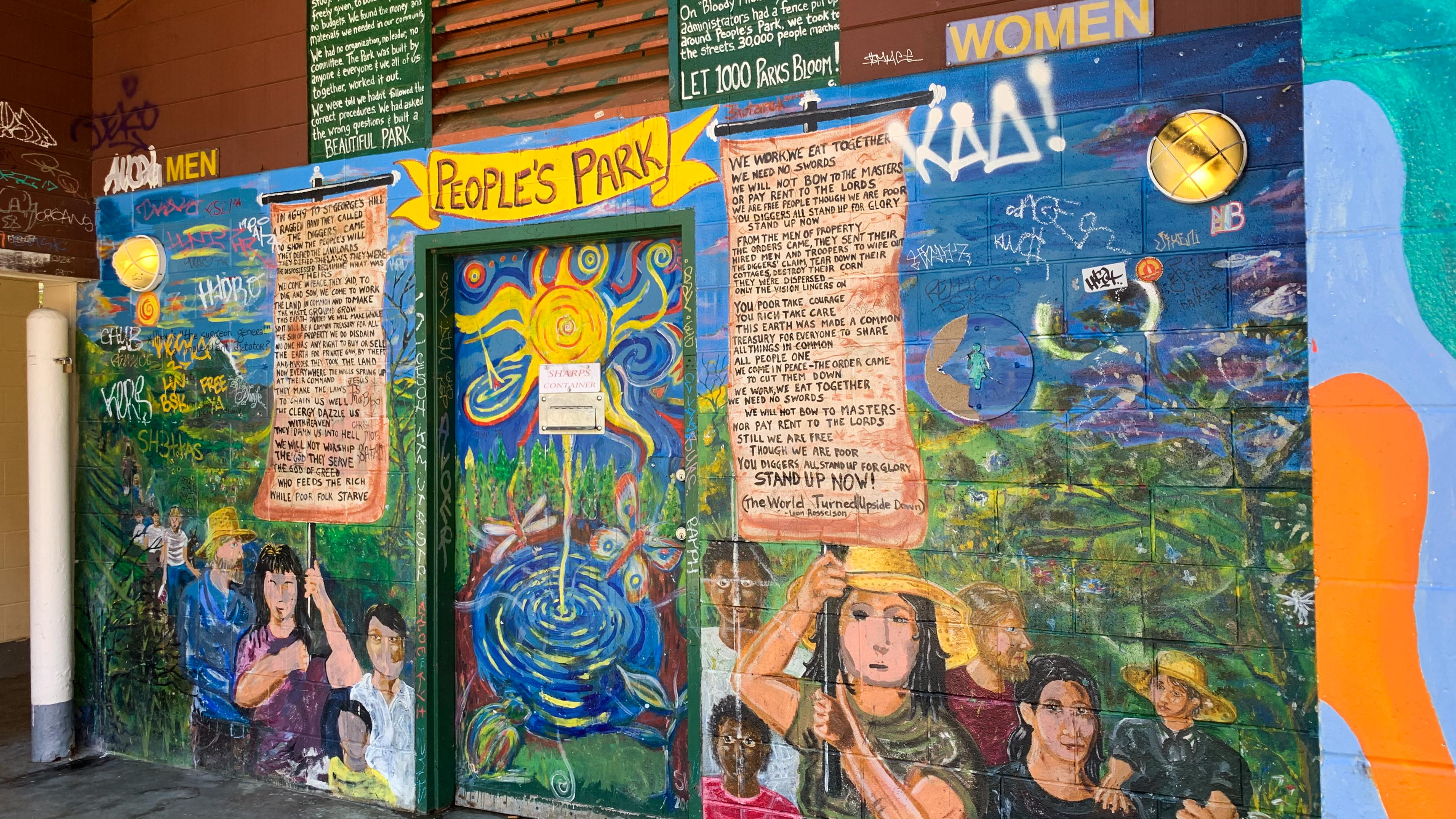
Murál na veřejných toaletách, People's park v Berkeley

Za počátek guerillového zahradničení v moderním pojetí lze považovat 70. léta 20. století a éru Hippies. V roce 1969 se stovky studentů a protestujících sešli na opuštěném pozemku Kalifornské univerzity v Berkeley a založili zde People's Park. Na místě vzniklo jezírko, záhony a dětské hřiště a brzy se zde začaly konat komunitní akce a také demonstrace proti válce ve Vietnamu. Po měsíci byl park dělníky uzavřen a oplocen a následovaly střety s policií, které vyvrcholily v tzv. Krvavý čtvrtek, když tehdejší kalifornský guvernér Ronald Reagan povolil střelbu do davu protestujících.

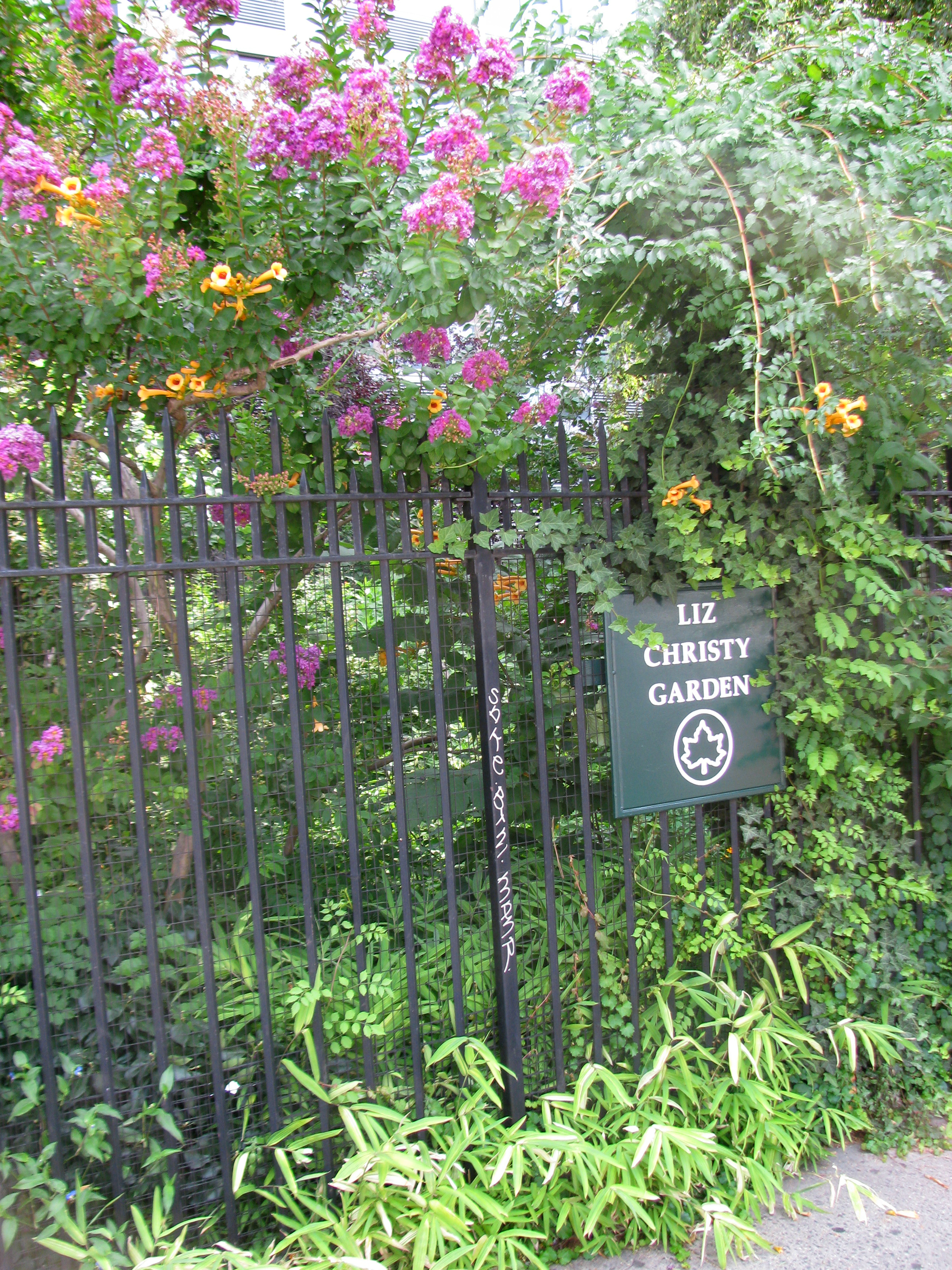
Zahrada Liz Christyové v New Yorku byla původně guerillově vysázeným prostorem

V New Yorku mezitím vznikla skupina Green Guerillas, podle které se pro geurillové zahradničení ujal název. Skupina mladých umělců a místních začala sázet rostliny na neudržovaných pozemcích a podél silnic a v roce 1973 dokonce obsadila jeden neudržovaný pozemek na rohu ulic Bowery a East Houston, kde zřídila zahradu. Tato komunitní zahradu dodnes existuje a nese jméno jedné ze členek, Liz Christyové.
Větší rozmach guerillového zahradničení nastal na počátku 21. století. Pozornost upoutala 1. května 2000 britská radikální skupina Reclaim the Streets, když na londýnském Parliament square vytrhali trávník a místo něj zasadili stromy, keře a byliny. Náměstí bylo prakticky okamžitě zástupci města uvedeno do původního stavu, rostliny byly vyhozeny a obecně zhoršila veřejné mínění o guerillovém zahradničení.
S rozšířením internetu se guerilloví zahradníci začali sdružovat na internetových fórech a pomocí sociálních sítí.

## Vztah k legislativě
Guerillové zahradničení někdy bývá řazeno do tzv. šedé zóny práva, tedy že neexistuje zákon vyloženě namířený proti této aktivitě. V Česku je guerillové zahradničení nelegální a dá se považovat za přestupek (jako neoprávněný zásah do vlastnického práva), v závažných případech i za trestný čin. Závažnost může také zvýšit vysazení invazních druhů rostlin, které ošetřuje Zákon o ochraně přírody a krajiny. Přesto většinou bývá tolerováno i ze strany představitelů větších měst.

## Případy v Česku
V Praze se cílem guerillového zahradničení pravidelně stávají prostory kolem pouličních stromořadí. Na pražském Jiráskově náměstí bylo v roce 2020 během pandemie covidu-19 provedeno guerillové sázení trávníku, za kterým stál investigativní novinář Janek Rubeš se svými přáteli. Hlavní město se po anonymním nahlášení o obnovený trávník začalo starat, autoři nebyli potrestáni, ani se jim nedostalo poděkování.